# Cihat Arman

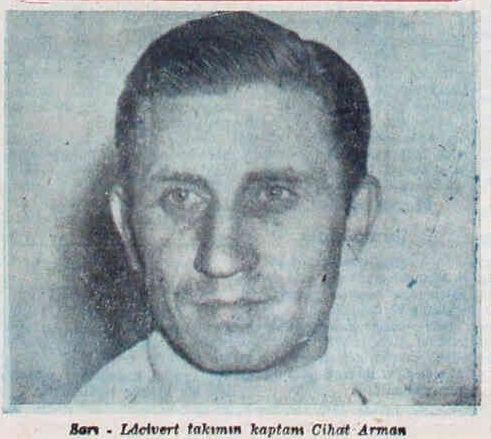
Cihat Arman in 1950

Cihat Arman (Istanboel, 1919 - aldaar, 14 mei 1994) was een bekende Turkse beroepsvoetballer en sportjournalist. Hij werd vooral bekend als doelman van Fenerbahçe SK.
Cihat Arman begon op z'n 15e met voetbal. Destijds keepte hij bij Ankaragücü. In 1936 verhuide hij naar Güneş Spor Kulübü, Istanboel. Niet lang erna werd Cihat Arman overgenomen door Fenerbahçe. Hier keepte hij 308 wedstrijden en werd hij bekend als De Vliegende Doelman.
In de tijd van de Tweede Wereldoorlog werden internationale wedstrijden sporadisch gespeeld. Daardoor heeft Cihat Arman slechts 13 keer het shirt van het Turks voetbalelftal gedragen. Vanaf 1949, in zijn wedstrijden voor Turkije, was hij zowel doelman, captain als trainer van het Turks voetbalelftal. Zo was hij de trainer van Turkije toen het land zich kwalificeerde voor het Wereldkampioenschap voetbal 1950. Echter, men moest zich terugtrekken vanwege financiële problemen.
In 1951 beëindigde Cihat Arman zijn actieve loopbaan. Hierna deed hij dienst als sportjournalist, en werd hij coach van Kasımpaşa SK, Istanbulspor, Yeşildirek SK, Beşiktaş JK en het Turks voetbalelftal.
Cihat Arman overleed op 14 mei 1994.

## Trivia
- Cihat Arman wordt genoemd in het clublied van Fenerbahçe.
- Er wordt beweerd dat Cihat Arman tijdens een wedstrijd van Fenerbahçe, op een miraculeuze manier een penalty tegenhield. De tegenstander, scheidsrechter en medespelers vonden het zo'n knappe redding, dat men even stopte met voetballen om beurt voor beurt Cihat Arman te feliciteren met zijn redding.
- Ook wordt er beweerd dat de bijnaam van Fenerbahçe, De Gele Kanaries, zou komen door Cihat Arman. Hij droeg namelijk altijd dezelfde gele trui als keepersshirt, waardoor hij door de toeschouwers 'Gele Kanarie' genoemd zou worden.[1]
- Met het uitbreken van de Tweede Wereldoorlog wilde Engeland Turkije te vriend houden. Om Turken Engeland-sympathisanten te maken kwam in december 1941 een Engels legerteam met meerdere professionele voetballers naar Ankara en Istanbul om te voetballen tegen Fenerbahçe. De eerste wedstrijd in Ankara eindigde in 2-2. In de tweede wedstrijd in Istanbul floot de Engelse scheidsrechter tijdens de wedstrijd voor een penalty in het voordeel van de Engelsen. Aanvoerder en keeper van Fenerbahçe, Cihat Arman, hield deze penalty tegen, waarna de scheidsrechter de wedstrijd stopte om Arman te feliciteren met zijn prachtige redding. Cihat Arman was verder ook verantwoordelijk voor de bijnaam van Fenerbahçe: Sarı Kanaryalar (Gele Kanaries). De keeper had namelijk altijd een geel voetbalshirt aan waardoor hij op een gegeven moment 'Gele Kanarie' genoemd zou worden door de toeschouwers.